# Thierry de Navacelle
Thierry de Navacelle est un producteur de cinéma, un producteur délégué et un auteur spécialiste du cinéma américain.

## Biographie
Thierry de Navacelle fait une maîtrise de gestion à l’Université de Paris Dauphine, une licence de sociologie (option cinéma) à l’Université de Nanterre, et un Master of Fine Arts en production cinématographique à UCLA (University of California, Los Angeles). Il réalise des films de court métrage, écrit des scénarios et en 1987, entre à M6 au service des coproductions de fiction sous la responsabilité de Thomas Valentin. Lorsque ce dernier devient directeur des programmes, il devient le responsable des productions. En 1992, sous la présidence de Jean Drucker, il crée M6 Films, la filiale de co- production de la chaîne avec laquelle il co-financera une soixantaine de films dont L'Appât de Bertrand Tavernier, Un héros très discret de Jacques Audiard, La Vérité si je mens !, de Thomas Gilou ou L'homme est une femme comme les autres de Jean Jacques Zilberman. En 1997, il quitte M6 et  crée sa société de production TNVO.

## Filmographie

### Producteur
- 1999 : Recto-verso de Jean-Marc Longval
- 2000 : L'Envol de Steve Suissa
- 2002 : Irène d'Yvan Calbérac
- 2002 : L'Homme de la Riviera de Neil Jordan
- 2007 : 13 French Street de Jean-Pierre Mocky
- 2013 : Belle du Seigneur de Glenio Bonder

### Acteur
- 1979 : Cinématon #46 de Gérard Courant

## Publication
- Tay Garnett, un siècle de cinéma, éditions Hatier Cinq continents, 1982 ; réédition TNVO éditions 2015.
- Sublime Marlene, éditions Ramsay, 1982. Sidgwick and Jackson, London 1982, St Martin's Press, New York 1983.
- Vincente Minnelli, avec Patrick Brion et Dominique Rabourdin, éditions Hatier Cinq Continents, 1985
- Woody Allen, Action !, William Morrow, New York, Sidgwick and Jackson, London. Droemer Verlag/Knaur, Munich. Frassinelli, Italy éditions Messinger, 1987
- La Rouërie, Rival de Lafayette, Le Temps éditeur, Bretagne, France, 2020.